# Драган Мектич
Драган Мектич (серб. Драган Мектић; нар. 24 грудня 1956, Прнявор) — криміналіст і політик з Боснії та Герцеговини. Міністр безпеки Боснії і Герцеговини (2015—2019), член Сербської демократичної партії (СДС).

## Життя і кар'єра
Драган Мектич народився 24 грудня 1956 року у Прняворі (СФРЮ).
Закінчив середню школу машинобудування в Баня-Луці, після чого закінчив вищу адміністративну школу та закінчив кримінологію на юридичному факультеті Загребського університету.
Драган Мектич з 1980до 1997 року керував відділком міліції, де займався припиненням загальної та фінансової злочинності. Після цього з 1997 до 2003 року працював у розвідувальному секторі Боснії та Герцеговини. З 2003 року до 2006 року був заступником тодішнього міністра безпеки Боснії і Герцеговини Баріші Чолака, після чого працював дев’ять років, з 2006 до 2015 року, на посаді директора Служби у справах іноземців Боснії та Герцеговини. 31 березня 2015 року призначений міністром безпеки Боснії та Герцеговини в складі уряду між Сербським демократичним союзом (SDS), Хорватським демократичним союзом БіГ (HDZ BiH) і Партією демократичної дії (SDA), очолюваним Денисом Звіздичем. 

## Сім'я
Одружений, має двох дітей.